# ۱۵۳ (قمری)
۱۵۳ (قمری)، صد و پنجاه و سومین سال در گاهشماری هجری قمری است. اول محرم این سال برابر با هشتم ژانویه سال ۷۷۰ میلادی است.